# Platysace valida
Platysace valida är en flockblommig växtart som först beskrevs av Ferdinand von Mueller, och fick sitt nu gällande namn av Ferdinand von Mueller. Platysace valida ingår i släktet Platysace och familjen flockblommiga växter. Inga underarter finns listade i Catalogue of Life.